# 보라매병원역
보라매병원(전문건설회관)역(Boramae Medical Center(Korea Specialty Contractor Center)Station, 보라매病院(專門建設會館)驛)은 서울특별시 동작구 신대방동에 있는 서울 경전철 신림선의 역이다.

## 역사
- 2021년 2월 7일: 보라매병원역으로 역명 결정[1]
- 2022년 5월 28일 : 개통

## 역 구조

### 승강장
2면 2선의 상대식 승강장을 갖추고 있는 지하역이며 승강장은 스크린도어가 설치돼 있다. 출구는 2개다.
| 보라매공원 ↑ |
| \| 상        |
| ↓ 당곡       |

| 상 | ● 서울 경전철 신림선 | 대방(성애병원)·샛강(KB금융타운) 방면 |
| 하 | ● 서울 경전철 신림선 | 신림·관악산(서울대학) 방면           |

## 역 주변
- 서울특별시 보라매병원 (응급권역센터)
- 동작구민회관
- 보라매공원 동문
- 동작구 시설관리공단
- 케이티하이텔
- SK텔레콤 보라매사옥
- 보라매차량사업소
- 전문건설회관빌딩
- 전문건설공제조합
- 보라매삼성쉐르빌

## 사진

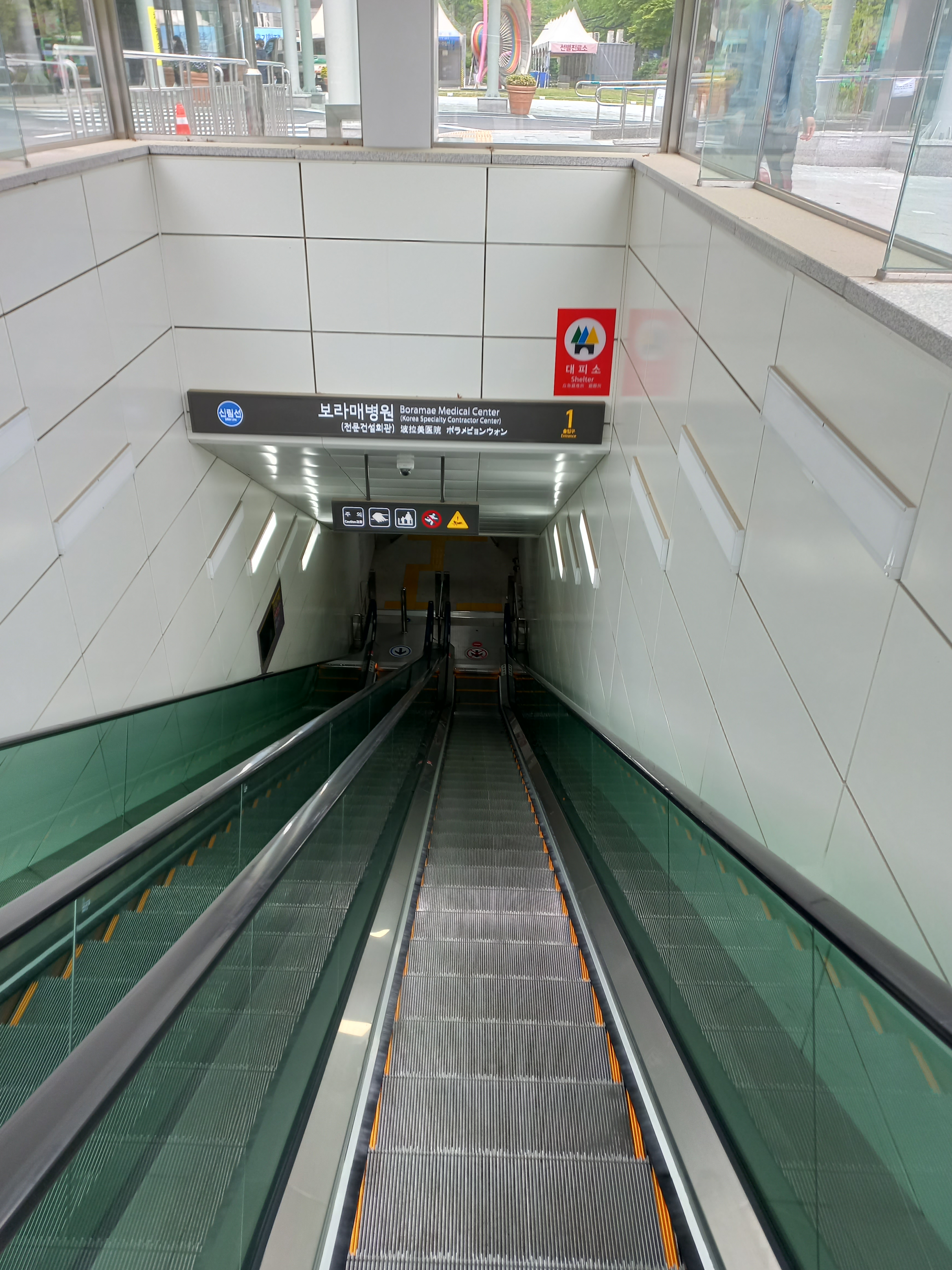
1번출구
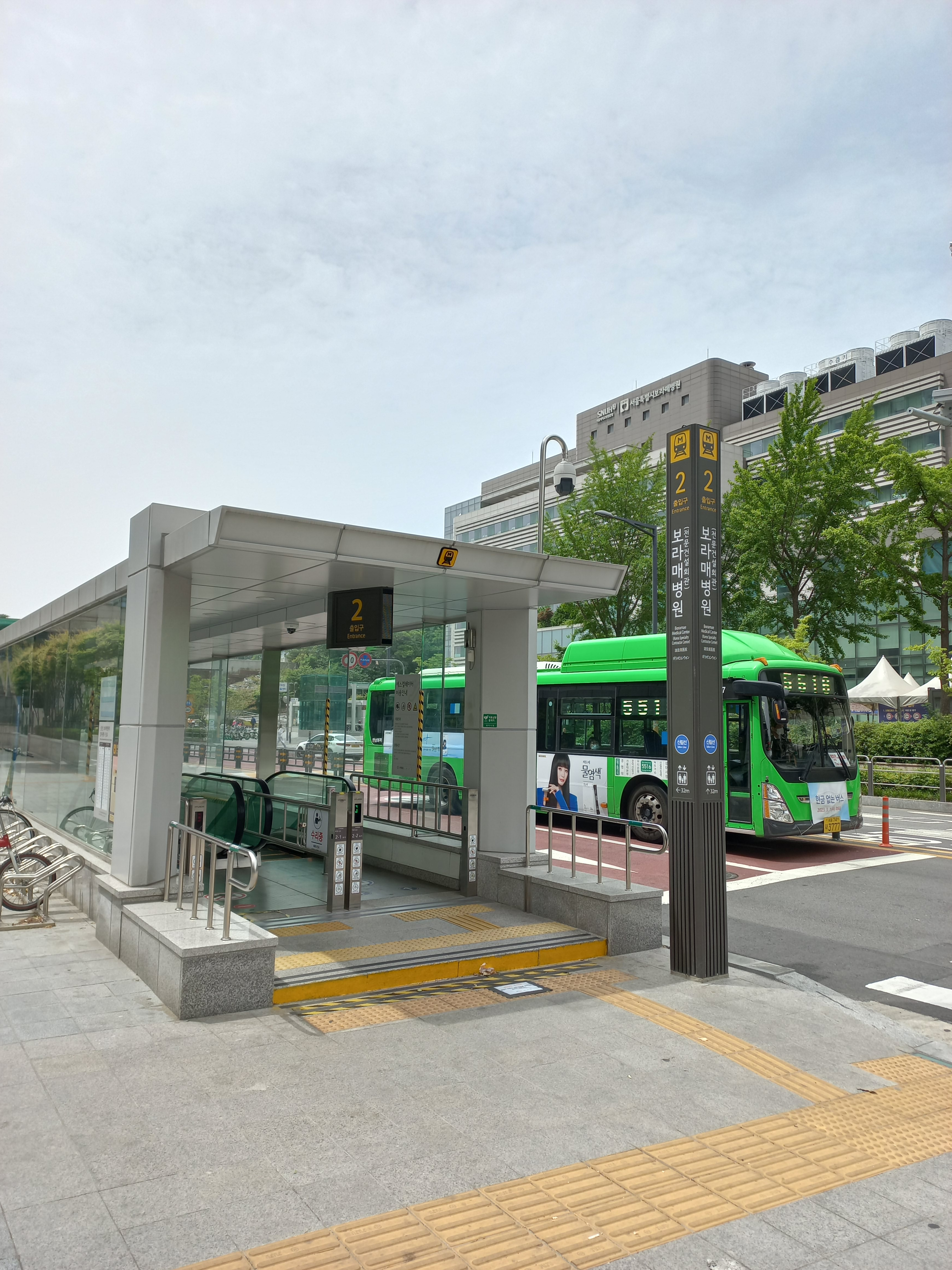
2번출구
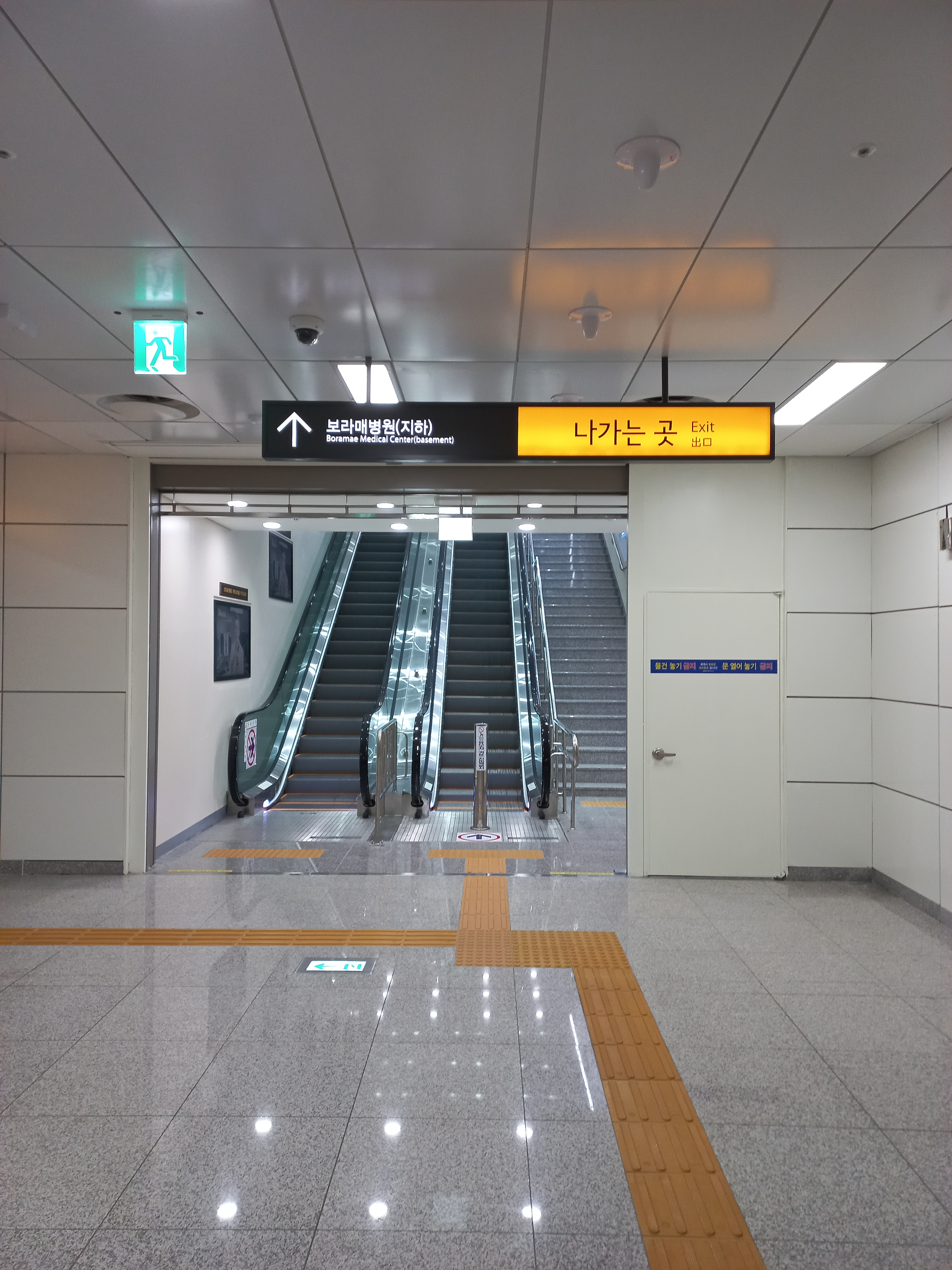
서울특별시 보라매병원 연결통로
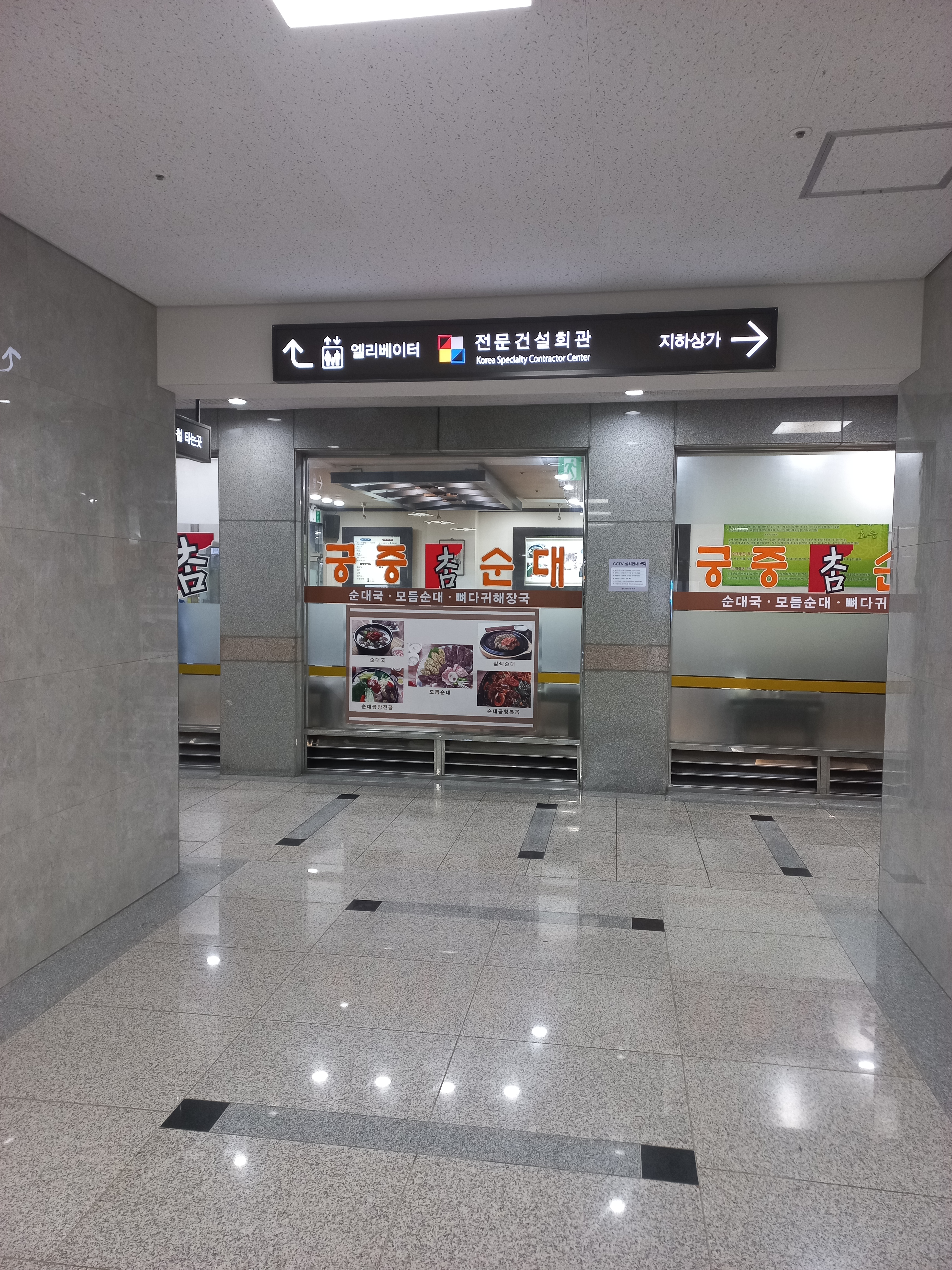
전문건설회관빌딩 연결통로
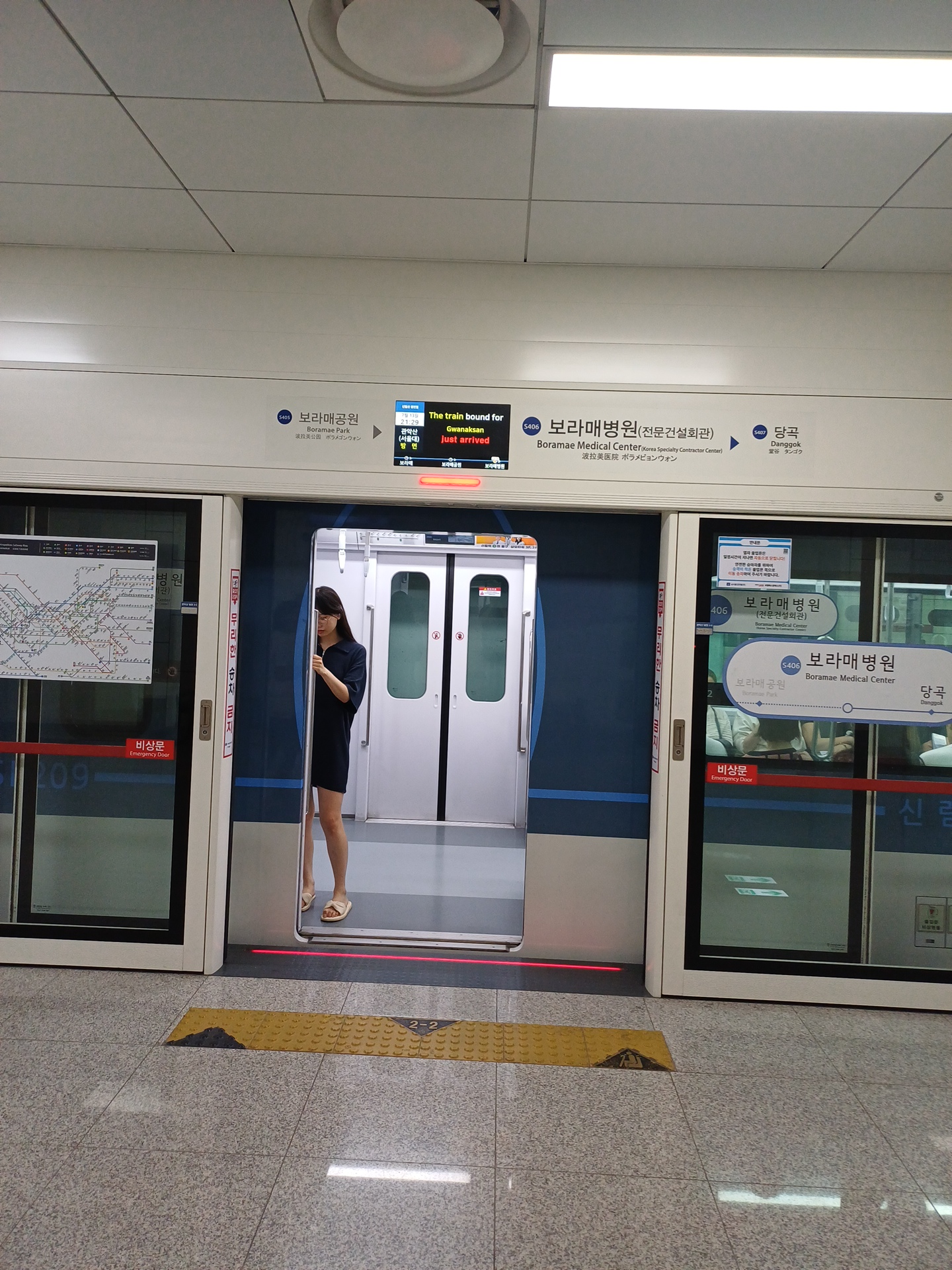
스크린도어

## 인접한 역
| 서울 경전철 신림선                    | 서울 경전철 신림선   | 서울 경전철 신림선              |
| ------------------------------------- | -------------------- | ------------------------------- |
| S405 보라매공원 샛강(KB금융타운) 방면 | ● 서울 경전철 신림선 | S407 당곡 관악산(서울대학) 방면 |